# Marburg
Marburg (do 1977 Marburg an der Lahn) – miasto powiatowe w Niemczech, w kraju związkowym Hesja, w rejencji Gießen, siedziba powiatu Marburg-Biedenkopf, leży nad rzeką Lahn. Najbliżej położone duże miasta to Frankfurt nad Menem (ok. 100 km na południe), Kassel (ok. 90 km na północny wschód) i Kolonia (ok. 150 km na zachód).
Marburg to miasto o szczególnym statusie (Sonderstatusstadt), oznacza to, że przejęło niektóre zadania powiatu.
Prawa miejskie Marburg uzyskał w XIII wieku. Miasto jest siedzibą uniwersytetu (Philipps-Universität) powstałego w 1527 r. Najbardziej znane zabytki to gotycki zamek i kościół św. Elżbiety (Elisabethkirche) z 1235 r.
W Marburgu ma siedzibę Instytut im. Herdera, ponadregionalny, pozauniwersytecki ośrodek badań historycznych nad Europą Środkowo-Wschodnią.

## Historia
Początki wybudowanego tu zamku sięgają przełomu IX/X wieku. Miasto rozwinęło się, gdy Elżbieta z Turyngii wybrała je jako swoją siedzibę wdowią i założyła szpital dla ubogich. Zmarła w 1231, cztery lata później została ogłoszona świętą przez papieża Grzegorza IX. W tym samym roku zakon krzyżacki rozpoczął budowę świątyni nad jej grobem, co spowodowało, że miasto stało się celem pielgrzymek. W 1248 Zofia brabancka, córka landgrafa Turyngii Ludwika IV Świętego, zgłosiła roszczenia do ziem ówczesnej zachodniej Turyngii w imieniu swego syna Henryka, kładąc podwaliny pod późniejszą Hesję (Henryk został pierwszym landgrafem heskim).
W czasie reformacji landgraf Filip Wielkoduszny założył w Marburgu pierwszy uniwersytet protestancki. Uczelnia po czasy dzisiejsze jest najważniejszą instytucją miasta oraz największym pracodawcą. W zimowym semestrze 2005 uniwersytet liczył ok. 16 tys. studentów i ponad 7 tys. pracowników. W 1529 w marburskim zamku odbyła się dysputa religijna, w których brali udział m.in. Marcin Luter, Huldrych Zwingli oraz Filip Melanchton.
W 1945 r. w kościele św. Elżbiety (Elisabethkirche) zostały złożone szczątki Paula von Hindenburga, ewakuowane tutaj z Mauzoleum Hindenburga na Mazurach.
W 1967 r. stwierdzono tu pierwsze udokumentowane zachorowanie wywołane bardzo groźnym wirusem, któremu później nadano nazwę miasta. Miało to miejsce w laboratorium Behringa. Zakażeni zostali pracownicy mający kontakt z małpami (koczkodanami zielonymi) pochodzącymi z Ugandy.

## Zabytki
- Zamek landgrafów Hesji zbudowany na szczycie wzgórza, wokół którego założono miasto. Pierwsze fortyfikacje wzniesiono około roku 1000, następnie rozbudowano go w stylu gotyckim i renesansowym. Obecnie mieści muzeum historyczne i pałac ślubów.
  - kaplica zamkowa w stylu gotyckim z 1266 roku
  - sala rycerska z około 1300 r.
  - czworokątna wieża z 1496 r.
- Kościół św. Elżbiety z lat 1235–1340 – jeden z najstarszych kościołów gotyckich na terenie Niemiec. Zbudowany przez Zakon krzyżacki jako miejsce, gdzie będzie można czcić relikwie św. Elżbiety Węgierskiej. Najstarsza część to prezbiterium i dwie nawy boczne z gotyckim grobem świętej i grobowcami landgrafów.
- Kościół NMP w stylu gotyckim, luterański
- Kościół św. Jana Ewangelisty (Kugelkirche) – z pocz. XVI wieku, jedyny kościół katolicki w mieście
- Ratusz z XVI wieku
- Kościół Uniwersytecki z początku XIV wieku
- Stary Uniwersytet – założony w 1527 roku przez landgrafa Filipa. Obecnie w stylu neogotyckim po przebudowie w 1879 roku przez Carla Schafera.
- Kilianskapelle z 1200 roku w stylu romańskim
- Spiegelslustturm – wieża widokowa z XIX wieku
- Pałacyk Elnhausen z 1717 roku
- Tannenberg-Kaserne – koszary z 1 poł. XX wieku

## Gospodarka
W mieście rozwinął się przemysł elektrotechniczny, metalowy, farmaceutyczny, papierniczy oraz poligraficzny.

## Transport
W mieście znajduje się stacja kolejowa Marburg (Lahn) i przystanek kolejowy Marburg Süd.

## Zobacz też

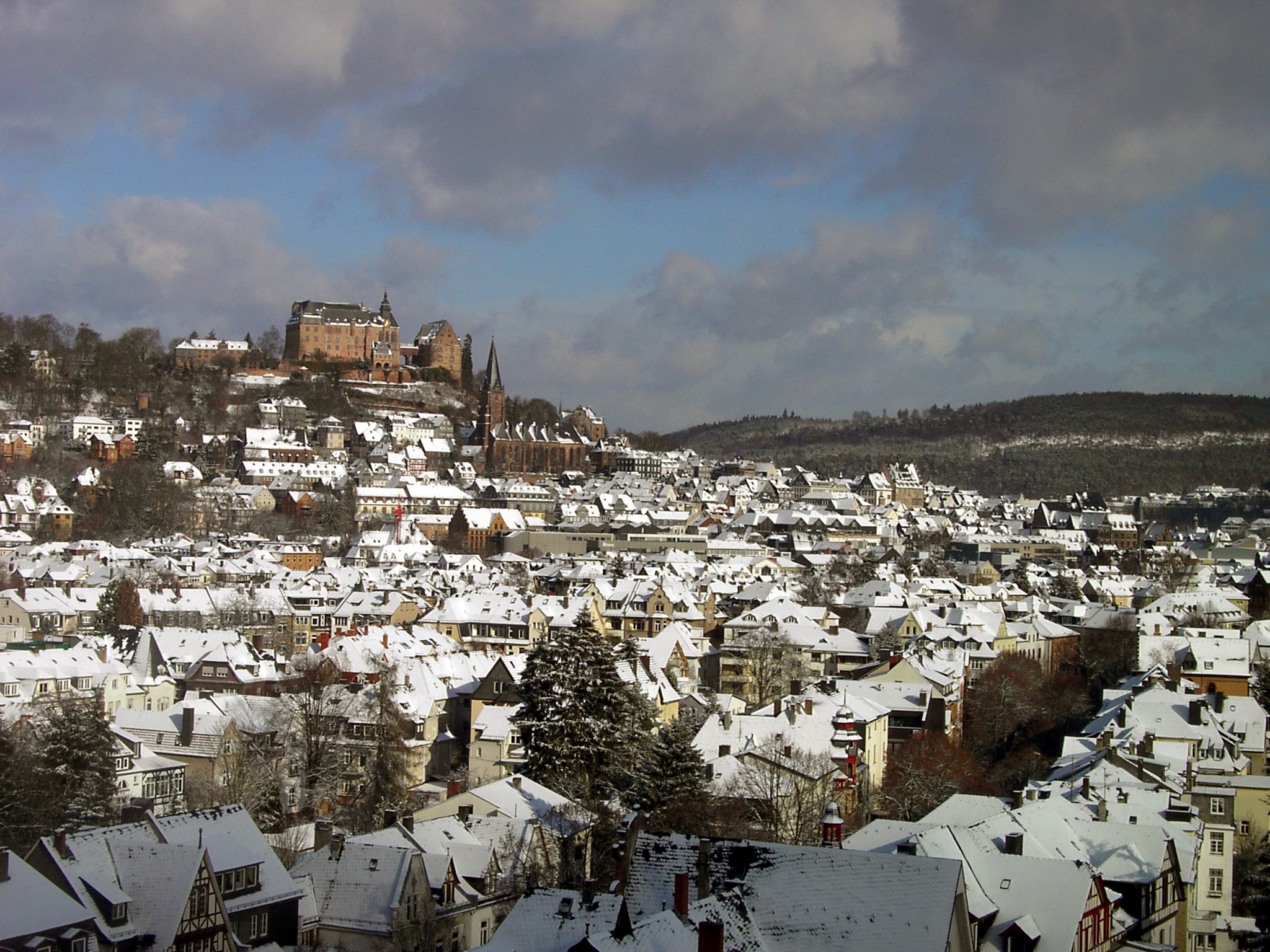
Marburg – panorama miasta
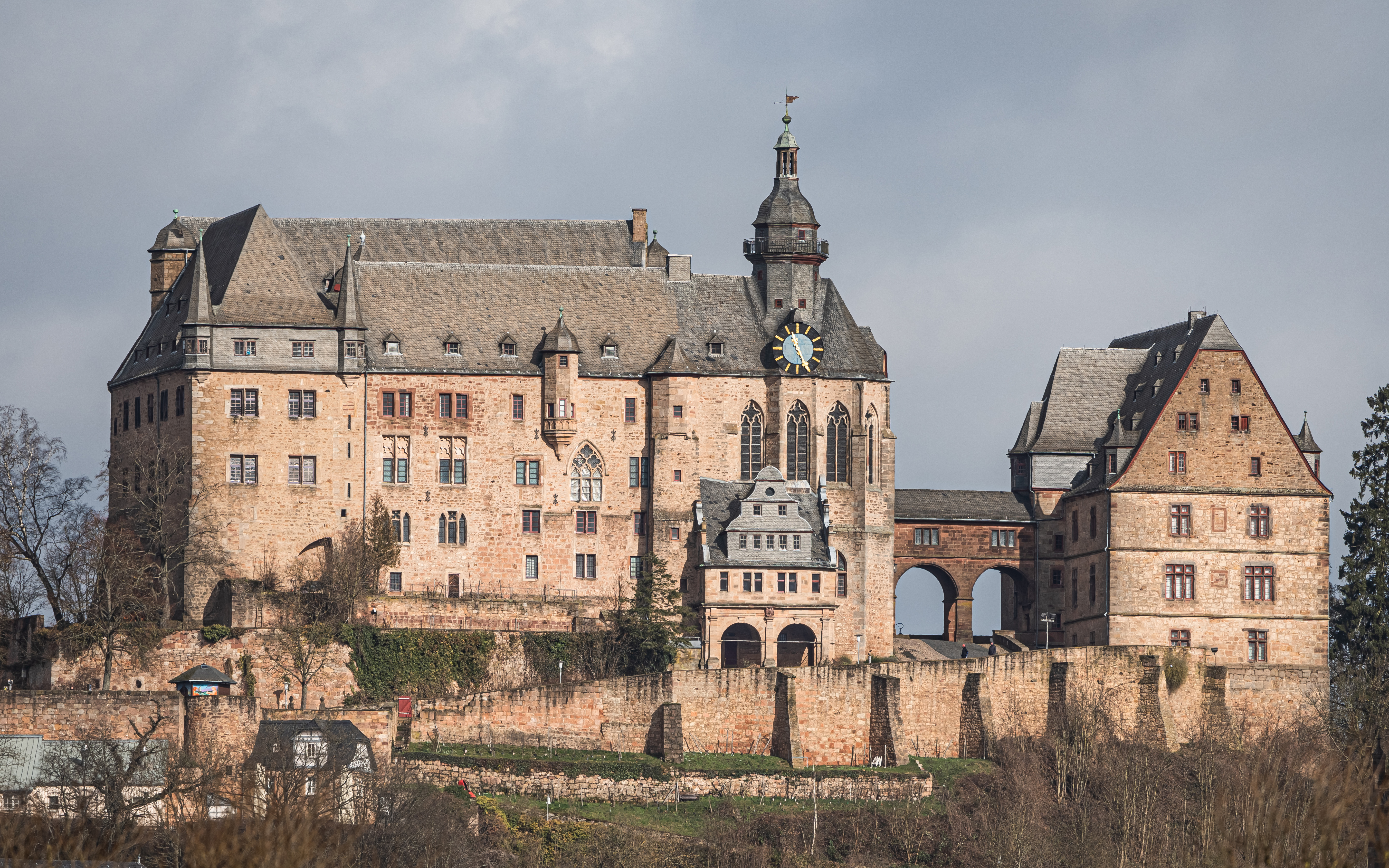
Marburg – zamek
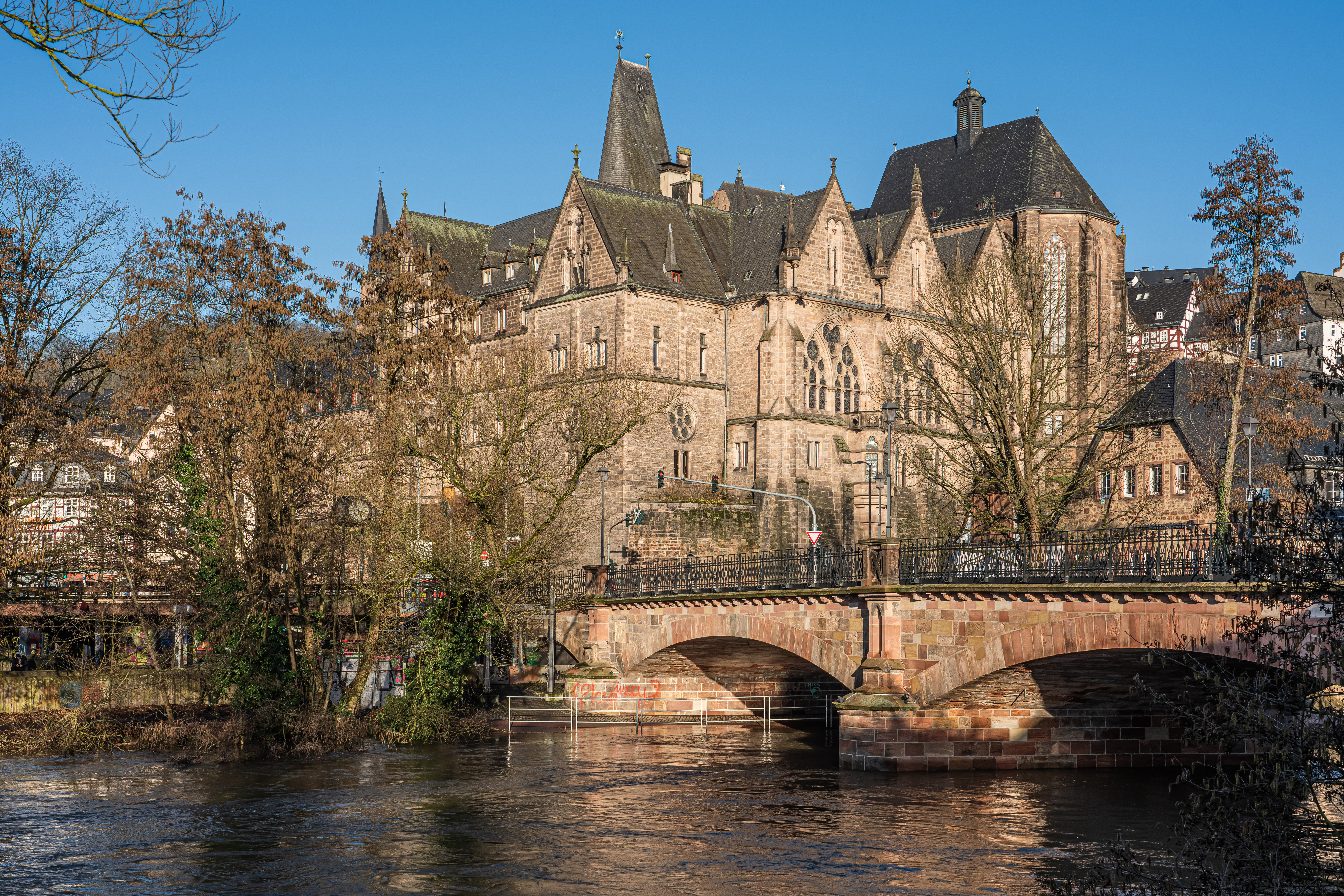
Philipps-Universität
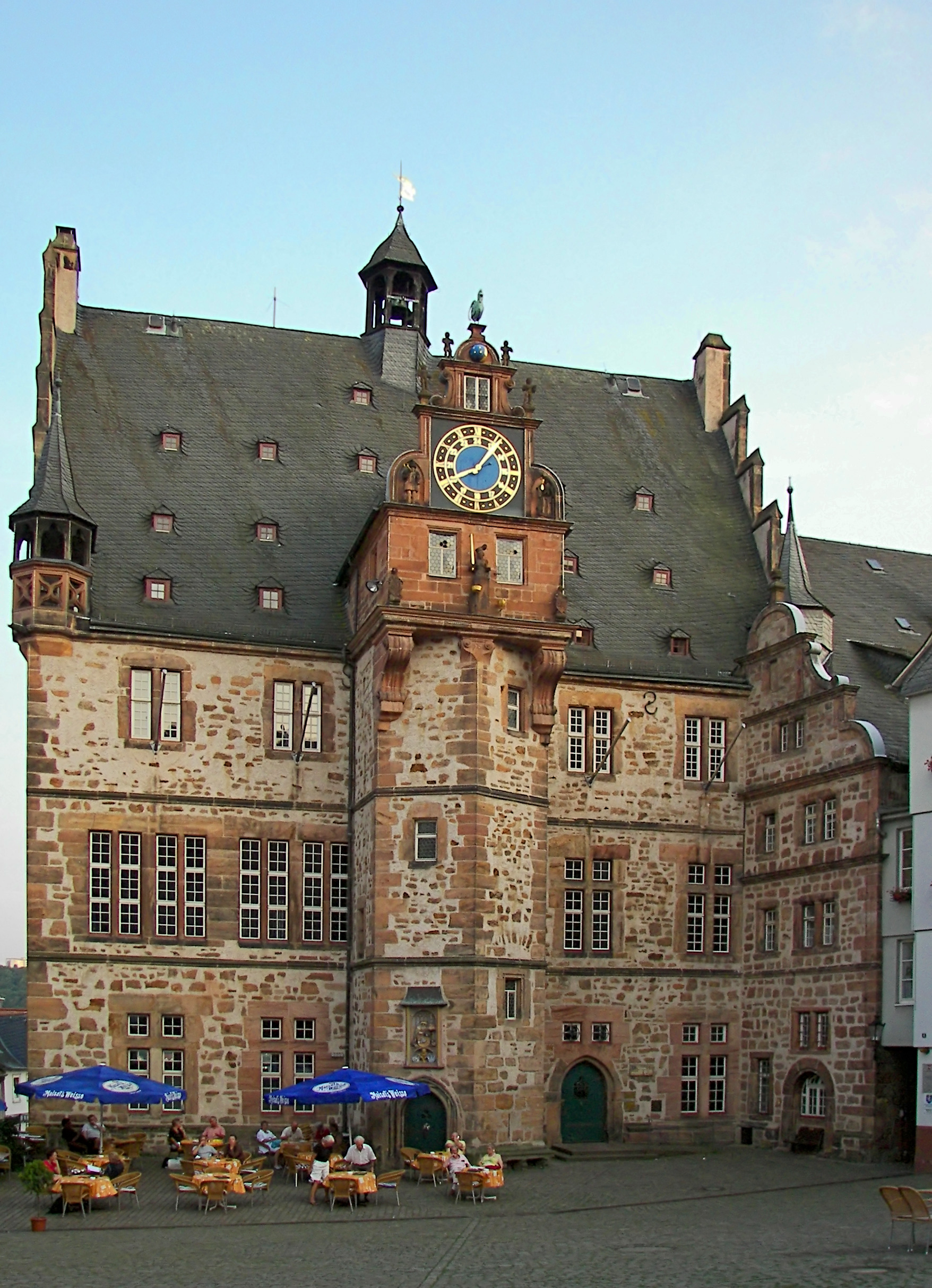
Ratusz
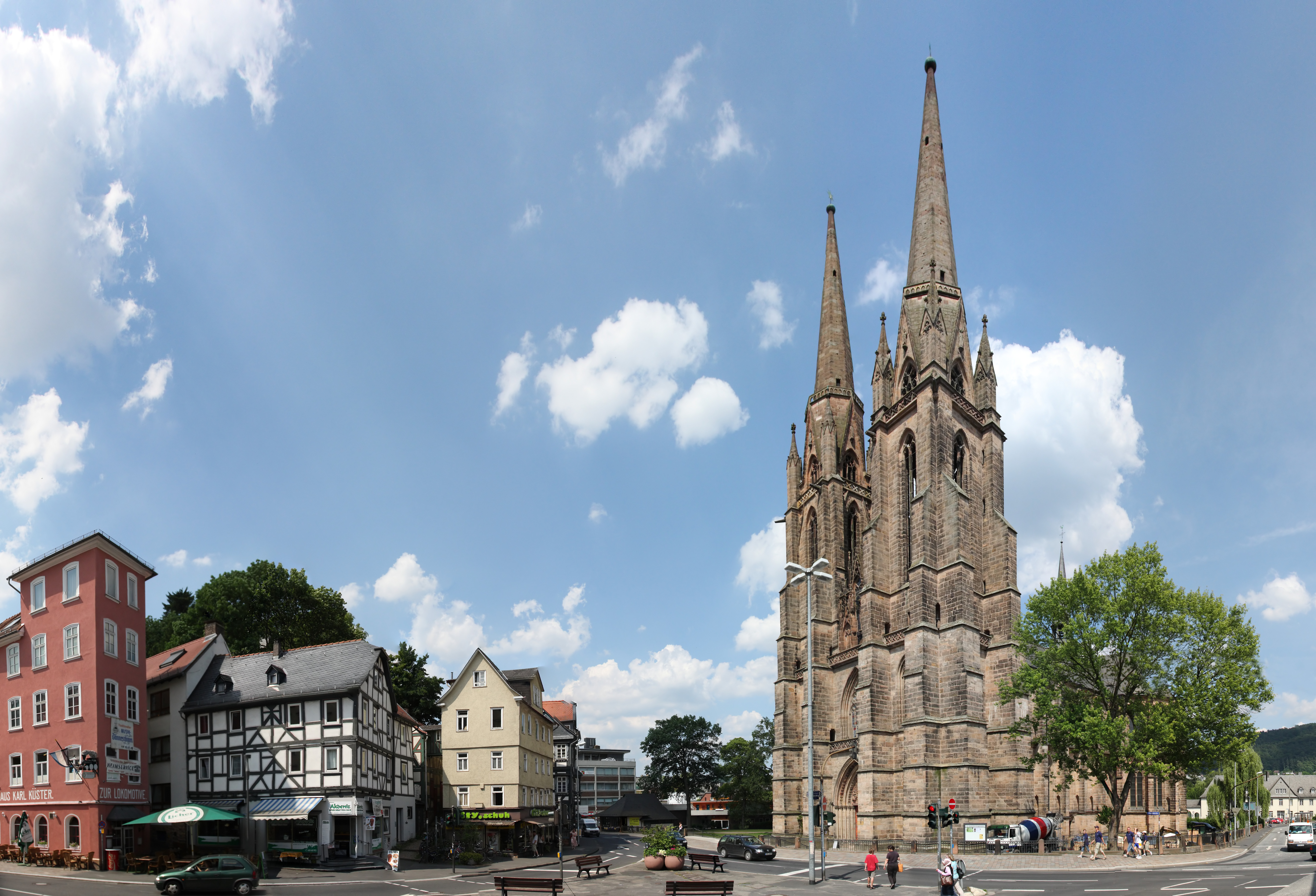
Kościół św. Elżbiety

## Współpraca
Miejscowości partnerskie:
- Eisenach, Turyngia
- Maribor, Słowenia
- Northampton, Anglia
- Poitiers, Francja
- Safakis, Tunezja
- Sybin, Rumunia